# Seznam rumunských panovníků

Velký znak Rumunského království

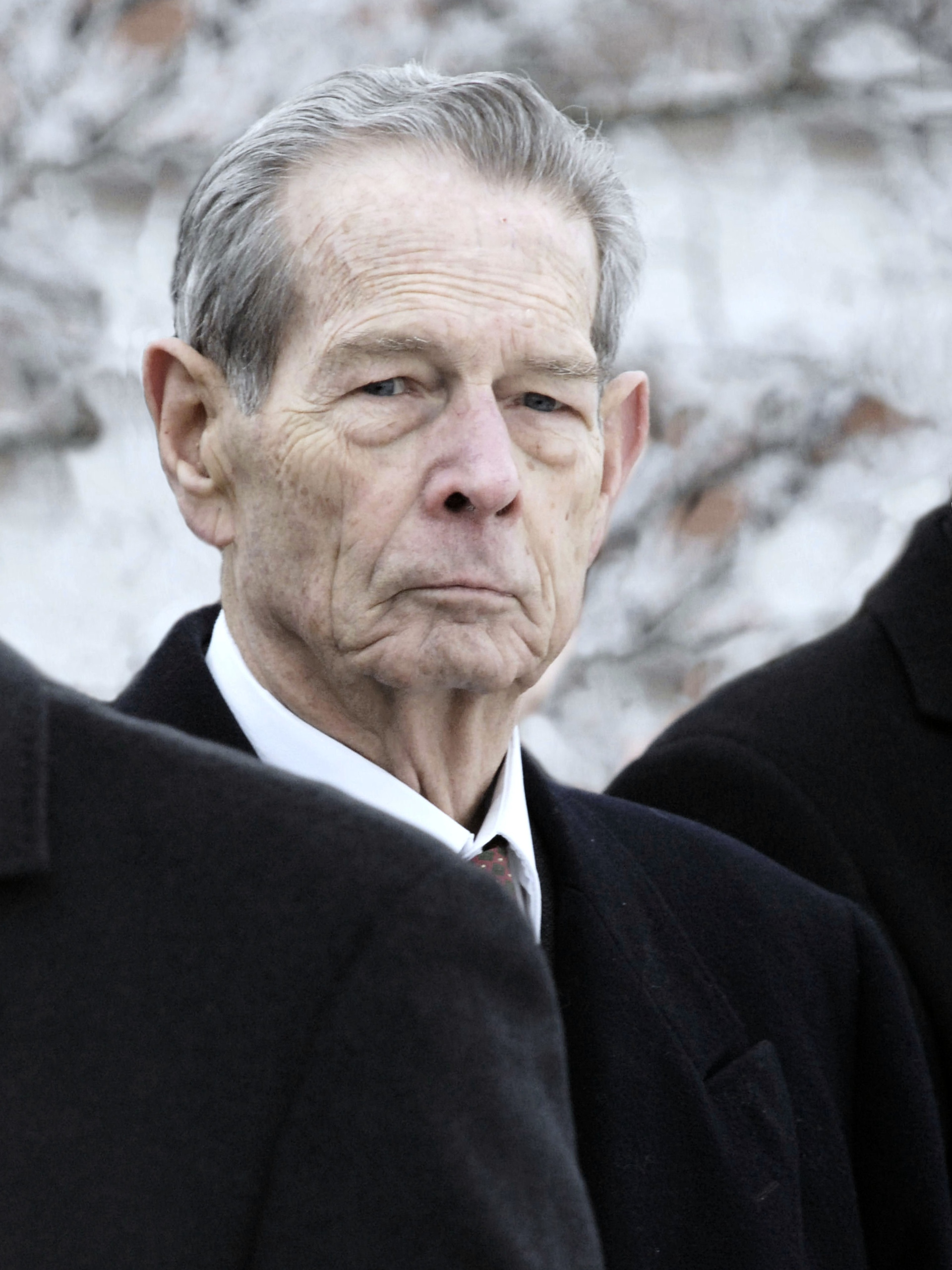
Král Michal I., poslední panující král Rumunska

Toto je seznam rumunských panovníků, tzn. panovníků Spojených rumunských knížectví a Rumunského království v letech 1862–1947.

## Historie
Knížectví Moldavska a Valašska se 5. února 1859 spojila, když si zvolila společného panovníka, knížete Alexandra Jana Cuzu (Alexandr I.). Unie byla formálně vyhlášena dne 24. ledna 1862 a země přijala společné jméno spojené knížectví Rumunsko. 
Nástupcem Alexandra se stal kníže Karel I. Za jeho panování 22. května 1881 se Rumunsko stalo královstvím a Karel prvním rumunským králem.
30. prosince 1947 komunistická strana vyhlásila Rumunskou lidovou republiku. Král Michal I. byl donucen k abdikaci a odchodu do exilu (viz seznam prezidentů Rumunska).

## Seznam rumunských panovníků

### Svrchovaná knížata Rumunska (1862–1881)

#### Dynastie Cuza (1862–1866)
| Portrét           | Jméno (doba života)                                                 | Období vlády                                     | Poznámky |
| ----------------- | ------------------------------------------------------------------- | ------------------------------------------------ | --- |
| Alexandr Jan Cuza | Alexandr I. (Alexandr Jan Cuza) (20. března 1820 – 15. května 1873) | 5. února 1862 – 22. února 1866 (4 roky a 17 dnů) | V roce 1859 Moldavské a Valašské knížectví vytvořila tzv. Spojená knížectví a jako hlavu si zvolila svrchovaného knížete (domnitora) Alexandra Jana Cuzu. Unie byla formálně vyhlášena v roce 1862. 22. února 1866 byl Alexandr I. nucen abdikovat. |

#### Dynastie Hohenzollern-Sigmaringen (1866–1881)
| Portrét  | Jméno (doba života)                        | Období vlády                                                  | Poznámky |
| -------- | ------------------------------------------ | ------------------------------------------------------------- | --- |
| Karel I. | Karel I. (20. dubna 1839 – 10. října 1914) | 22. května 1866 – 26. března 1881 (14 let, 10 měsíců a 4 dny) | Po dlouhém procesu byl jako nástupce zvolen Filip Belgický, který však odmítl. Nakonec byl zvolen kníže Karel z rodu Hohenzollern-Sigmaringen a 22. května 1866 se stal knížetem (domnitorem) jako Karel I. Brzy po jeho nástupu na trůn byla přijata Rumunská ústava. Rumunsko, do té doby vazal Osmanské říše, vyhlásilo roku 1877 nezávislost, která byla následujícího roku potvrzena berlínskou smlouvou. |

### Rumunští králové (1881–1947)

#### Dynastie Hohenzollern-Sigmaringen (1881–1947)
| Portrét      | Jméno (doba života)                               | Období vlády                                                    | Poznámky |
| ------------ | ------------------------------------------------- | --------------------------------------------------------------- | --- |
| Karel I.     | Karel I. (20. dubna 1839 – 10. října 1914)        | 26. března 1881 – 10. října 1914) (33 let, 6 měsíců a 14 dnů)   | V roce 1881 bylo vyhlášeno Rumunské království a Karel I. se stal králem. Tento titul měl až do své smrti v roce 1914, několik měsíců po začátku první světové války, kdy bylo Rumunsko mimo konflikt. |
| Ferdinand I. | Ferdinand I. (24. srpna 1865 – 20. července 1927) | 10. října 1914 – 20. července 1927 (12 let, 9 měsíců a 10 dnů)  | Ferdinand, který nastoupil na trůn po smrti svého otce během první světové války, v roce 1916 zemi zapojil do konfliktu na straně spojenců. V roce 1925 se jeho syn Karel II. musel vzdát následnictví ve prospěch svého syna Michala. Ferdinand byl králem až do své smrti v roce 1927. |
| Michal I.    | Michal I. (25. října 1921 – 5. prosince 2017)     | 20. července 1927 – 8. června 1930 (2 roky, 10 měsíců a 19 dnů) | Po rezignaci svého otce se Michal I. stal králem ve věku necelých pěti let. Regentem Rumunského království v době nezletilosti krále se stal jeho strýc Mikuláš. V roce 1930 Michalův otec Karel II., podporován karlistickým hnutím, zrušil otcovu abdikaci a stal se králem jako Karel II. |
| Karel II.    | Karel II. (15. října 1893 – 4. dubna 1953)        | 8. června 1930 – 6. září 1940 (10 let, 2 měsíce a 29 dnů)       | Poté, co se v roce 1930 po zrušení abdikace z roku 1925, stal Karel II. králem, pokusil se prosazovat panovnickou moc na úkor parlamentarismu. V roce 1938, po rozpuštění Malé dohody v návaznosti na Mnichovskou dohodu, zavedl v zemi královskou diktaturu na pozadí občanské války za pomoci krajně pravicové Železné gardy. V září 1940 pronacistický generál Ion Antonescu v zemi provedl státní převrat a donutil Karla II. abdikovat ve prospěch svého syna Michala I., který se stal králem, zatímco jeho otec byl nucen odejít do exilu.                                                                                       |
| Michal I.    | Michal I. (25. října 1921 – 5. prosince 2017)     | 6. září 1940 – 30. prosince 1947 (7 let, 3 měsíce a 24 dnů)     | Po státním převratu Iona Antonesca se Michal I. stal opět králem, avšak bez faktické moci, kterou si usurpoval pronacistický generál. V roce 1944 zorganizoval král za pomoci domácího odboje státní převrat, který svrhl generála Antonesca. Rumunsko se připojilo na stranu spojenců a vyhlasilo válku nacistickému Německu. Byla obnovena ústava z roku 1923. Rumunsko však okupovala Rudá armáda, a rumunská komunistická strana organizovala státní převrat, v němž donutila krále ke jmenování Petra Grozy novým předsedou vlády. 30. prosince 1947 byl král donucen abdikovat a komunisté vyhlásili Rumunskou lidovou republiku. |

### Pretendenti rumunského trůnu (od roku 1947)

#### Dynastie Hohenzollern-Sigmaringen (od roku 1947)
| Portrét          | Jméno (doba života)                           | Období                                                 | Poznámky |
| ---------------- | --------------------------------------------- | ------------------------------------------------------ | --- |
| Michal I.        | Michal I. (25. října 1921 – 5. prosince 2017) | 30. prosince 1947 – 1. března 2016 (68 let a 2 měsíce) | Po vynucené abdikaci král Michal odešel do exilu, nejprve ve Velké Británii a poté ve Švýcarsku. Komunistická moc mu odňala rumunské občanství. Po pádu komunistické vlády Nicolae Ceaușesca bývalý král získal zpět rumunské občanství a právo žít v zemi. Jemu a členům královské rodiny byl navrácen majetek. 1. března 2016 se stáhl z veřejného života a zřekl se trůnu ve prospěch nejstarší dcery, princezny Markéty. Král Michal I. zemřel 5. prosince 2017, načež Rumunsko vyhlásilo třídenní státní smutek. |
| Markéta Rumunska | Markéta (* 26. března 1949)                   | Od 1. března 2016 (5 let, 5 měsíců a 2 dny)            | Markéta Rumunská se stala korunní princeznou v roce 2007, kdy její otec, král Michal, revidoval dědické zákony z rumunské ústavy z roku 1923, která vylučovala ženy z následnictví trůnu. Po své rezignaci a stažení z veřejného života 1. března 2016 se Markéta stala hlavou rumunského královského domu a následnicí trůnu. Po smrti otce 5. prosince 2017 přejala predikát Její Veličenstvo. |

## Genealogie
- Karel Antonín Hohenzollernský (1811–1885)
  -  JV král Karel I. (1839–1914)
  - Leopold Hohenzollernský (1835–1905)
    -  JV král Ferdinand I. (1865–1927)
      -  JV král Karel II. (1893–1953)
        -  JV král Michal I. (1921–2017)
          - Jkv Markéta (*1949)